# Intermeco
Intermeco är Bosnien och Hercegovinas nationalsång. Sången antogs den 10 februari 1998, ungefär samtidigt som den nya flaggan. Intermeco ersatte då den äldre sången Jedna si Jedina, som anklagades för att utesluta landets serbiska och kroatiska befolkning.
Musiken är komponerad av Dušan Šestić och den har en ganska ny text.